# Голощокін Пилип Ісайович
Пилип (Філіп) Ісайович Голощокін (справжнє ім'я — Шая Іцикович; 26 лютого (9 березня) 1876 року, Невель, Вітебська губернія — 28 жовтня 1941 року, селище Барбош, Куйбишевська область) — російський революціонер, більшовицький і радянський діяч, голова Самарського губвиконкому, секретар Казахського крайкому ВКП(б). Учасник боротьби за встановлення радянської влади на Уралі та в Сибіру. Відновлював господарство Самарської губернії, яка постраждала в результаті Громадянської війни. Один з організаторів розстрілу царської сім'ї. Вважається одним з головних винуватців голоду в Казахстані в 1932—1933 роках. Член ЦК РСДРП(б) (1912—1917). Кандидат у члени ЦК ВКП(б) (1924—1927). Член ЦК ВКП(б) (1927—1934).

## Життєпис

### Родина
Походив з родини єврейського підрядника. В різних джерелах як справжні імена вказуються Ісай (на ідиші: Шая або Шай) та Ісаак, по батькові Ісайович, Ісаакович, Іцкович. Партійний псевдонім — Філіп.
Дружина, Берта Йосипівна Перельман, народилась 1876 року в родині ремісника. Була заарештована і відправлена на заслання в Наримський край. На засланні Берта Перельман вийшла заміж за Філіпа Голощокіна. Померла 1918 року.

### Діяльність до революції
У 1903 році закінчив зуболікарську школу в Ризі, працював зубним техніком. 1903 року вступив до лав РСДРП, більшовик. Вів революційну роботу в Петербурзі, Кронштадті, Сестрорєцьку, Москві та інших містах. Учасник Революції 1905—1907 років. Від 1906 — член Петербурзького комітету РСДРП, від 1907 — відповідальний організатор і член Петербурзького виконавчого комітету РСДРП. Від 1909 року працював у Московському комітеті РСДРП, керував ним. Того ж року був заарештований і засланий до Наримського краю, 1910 втік звідти. 1912 року на 6-й (Празькій) конференції РСДРП (був її делегатом від Москви), обраний членом ЦК і його Російського бюро. Тоді ж повторно заарештований і висланий до Тобольської губернії, в місто Туринськ, звідки переведений в село Дем'янске Тобольського повіту. У грудні 1912 року втік. 1913 знову був заарештований і засланий до Туруханського краю в Сибіру та звільнений тільки після Лютневої Революції. У листі із заслання до дружини Яків Свердлов, який близько зійшовся з Голощокіним на засланні, так описував його характер: "Він став форменим неврастеніком і стає мізантропом. При доброму ставленні до людей взагалі, до абстрактних людей, він потворно прискіпливий до конкретної людини, з якими доводиться стикатися. В результаті — контри з усіма … Він псується, створює сам собі нестерпні умови існування. Погано, що у нього майже немає особистих зв'язків … ".

### Діяльність після Лютневої революції 1917 року
Після Лютневої революції 1917 року був представником ЦК в Петербурзькому комітеті більшовиків, делегатом 7-ї (Квітневої) конференції РСДРП. У травні Яків Свердлов, посилаючи Голощокіна на Урал, повідомляв місцевим більшовикам: «До вас на Урал поїхав т. Філіп … Людина … дуже енергійна, з правильною лінією». Член і секретар Пермського комітету РСДРП, потім член і секретар обласного комітету. Делегат 6-го з'їзду РСДРП (2 липня — 3 серпня). Був членом Пермської, потім Єкатеринбурзької Ради, членом виконкому Рад Уральської області. Формував та очолював Червону гвардію.
У середині жовтня 1917 року як делегат II-го Всеросійського з'їзду Рад РСД прибув у Петроград. Увійшов в Петроградський ВРК, брав участь в жовтневому перевороті. На II-му з'їзді Рад РСД обраний членом ВЦВК. Брав участь в переговорах ВЦВК з Вікжелем. Голощокін згадував, що перед його від'їздом на Урал В. І. Ленін орієнтував на відтягування скликання і подальший розгін Установчих Зборів (див. «Від лютого до Жовтня», М., 1957, с. 112-14).

### Після Жовтневого перевороту 1917 року
Після приїзду в листопаді 1917 року до Єкатеринбурга домагався ліквідації створеного там об'єднаного Комітету Народної Влади з представників ряду соціалістичних партій. Брав участь у ліквідації колишніх місцевих державних структур. Від грудня 1917 року був членом Єкатеринбурзького комітету РСДРП(б), а також одним з організаторів розстрілу царської сім'ї у підвалі будинку Іпатьєва в Єкатеринбурзі в ніч з 16 на 17 липня 1918 року та знищення тіл убитих.
З січня 1918 року — комісар юстиції Уральської Ради народних комісарів. З лютого 1918 року — військовий комісар Уральської області. З травня 1918 року — комісар Уральського військового округу та секретар Уральського обласного комітету РКП(б).
У вересні 1918 — січні 1919 року — комісар 3-ї армії Східного фронту РСЧА.
У грудні 1918 — серпні 1919 року — голова Сибірського бюро ЦК РКП(б).
Одночасно, з 7 по 15 червня 1919 року — член РВР Туркестанської армії Східного фронту.
У серпні — вересні 1919 року — голова Челябінського губернського революційного комітету.
У жовтні 1919 — травні 1920 року — член Комісії ЦК РКП(б) і РНК РРФСР у справах Туркестану.
У 1921 році — голова Головруди ВРНГ СРСР.
У липні — грудні 1921 року — надзвичайний уповноважений ВЦВК і Народного комісаріату продовольства РРФСР по Костромській губернії.
У грудні 1921 — травні 1922 року — голова виконавчого комітету Костромської губернської ради.
Від жовтня 1922 по вересень 1925 року — голова виконавчого комітету Самарської губернської Ради робітничих, селянських і червоноармійських депутатів, членом Самарського губернського комітету РКП(б). Очолив губернську комісію у боротьбі з наслідками голоду — «губнаслідгол». 23 жовтня 1922 року Голощокін скасував воєнний стан у Самарській губернії, запроваджений у зв'язку з голодом, епідеміями та розрухою.
За його керівництва в місті та губернії активно розвивався НЕП, в межах якого відновлювали дореволюційні та створювали нові промислові підприємства, відроджували транспорт, через ринки налагоджували економіку села, організовували систему лікнепу й культурних установ (музеїв, театрів тощо).

### Діяльність в Казахстані
Від 12 вересня 1925 по 4 лютого 1933 року — 1-й секретар Казакського крайового комітету ВКП(б). Першим заходом у Казахстані за його керівництва стала конфіскація, проведена восени 1928 року. Під конфіскацію потрапили 700 господарств, у яких було відібрано близько 150 тисяч голів худоби (згідно зі статистикою 1920-х років, в перекладі на велику рогату худобу). За визнанням самого Голощокіна, початкові задуми були вдвічі масштабнішими, вони збиралися конфіскувати від 1500 голів з господарства, а загальне число «баїв-напівфеодалів» становило 1500 господарств. Втім під час затвердження плану конфіскації в ЦК ВКП(б) і ВЦВК СРСР, Голощокіна дещо призупинили, й затвердили інші норми: 400 голів — кочові господарства, 300 — напівкочові, 150 — осілі. Загальна кількість господарств знизилась до 700. Жертвами його політики стали до 1 млн казахів (за офіційним переписом населення). 1931 року відкочували 1 млн. 30 тисяч чоловік, в тому числі 616 тисяч безповоротно, сотні тисяч утекли до Китаю.
Історик революції В. Л. Бурцев, який знав Голощокіна, сказав про нього:
Це типовий ленінець. Це людина, яку кров не зупинить. Ця риса особливо помітна в його натурі: кат, жорстокий, з деякими елементами дегенерації. У партійному побуті він відрізнявся зарозумілістю, був демагогом, циніком. Казахів він взагалі за людей не вважав. Не встиг Голощокін з'явитися в Казахстані, як заявив, що радянської влади тут немає і треба влаштувати «Малий Жовтень».
Заяви, що за 7 років він жодного разу не виїжджав за межі столиці і не цікавився, як живуть люди, не відповідають дійсності, зокрема — в квітні 1931 року Голощокін особисто об'їхав десять районів. Про проведення під його керівництвом колективізації й розкуркулення в Казахстані згадують зі змішаним почуттям ненависті і страху.

### Після Казахстану
З липня 1933 по лютий 1934 року — член колегії Народного комісаріату робітничо-селянської інспекції СРСР.
У жовтні 1933 — жовтні 1939 року — головний державний арбітр при РНК СРСР.

### Арешт і розстріл
Голощокін був заарештований 15 жовтня 1939 року і два роки провів у слідчому ізоляторі. Його звинувачували в співчутті до троцькізму, підготовці терористичного акту, перегинів у справі колективізації тощо. Заарештований у квітні 1939 року колишній нарком внутрішніх справ Єжов у своїх зізнаннях згадував Філіпа Голощокіна в якості одного зі своїх гомосексуальних партнерів. У жовтні 1941 року був переведений до Куйбишева в зв'язку з підходом вермахту до Москви. 27 жовтня 1941 року разом з іншими заарештованими був вивезений на Барбошину Поляну поблизу селища Барбош під Куйбишевом (нині в межах міста) і там розстріляний.
Ім'я Голощокіна двічі згадувалось у виданому 1938 року Короткому курсі історії ВКП(б) (у списках ЦК і Російського бюро ЦК більшовицької партії), але після його арешту було вилучено.
Реабілітований 1961 року.

### Пам'ять
- Під Самарою на місці розстрілу Голощокіна встановлено пам'ятний знак, на якому написано: «Встановлено на місці поховання жертв репресій 30-40-х рр. Вклонімося пам'яті невинно загиблих …»
- У 1976-1990 роках одна з вулиць Єкатеринбурга носила ім'я Філіпа Голощокіна